# Campionatul European de Atletism din 2010
A 20-a ediție a Campionatului European de Atletism s-a desfășurat între 27 iulie și 1 august 2010 la Barcelona, Spania. Au participat 1285 de sportivi, veniți din 50 de țări.

## Stadionul Olimpic
Probele au avut loc pe Stadionul Olimpic din Barcelona. Acesta a fost construit în anul 1927 pentru Expoziția Internațională. A găzduit și Jocurile Olimpice de vară din 1992.

## Rezultate
RM - record mondial; RE - record european; RC - record al competiției; RN - record național; PB - cea mai bună performanță a carierei

### Masculin
| Probă sportivă       | Aur                                                                                              | Aur        | Argint                                                                                               | Argint   | Bronz | Bronz    |
| 100 m                | Christophe Lemaitre (FRA)                                                                        | 10,11      | Mark Lewis-Francis (GBR)                                                                             | 10,18    | Martial Mbandjock (FRA)                                                                                              | 10,18    |
| 200 m                | Christophe Lemaitre (FRA)                                                                        | 20,37      | Christian Malcolm (GBR)                                                                              | 20,38    | Martial Mbandjock (FRA)                                                                                              | 20,42    |
| 400 m                | Kévin Borlée (BEL)                                                                               | 45,08      | Michael Bingham (GBR)                                                                                | 45,23    | Martyn Rooney (GBR)                                                                                                  | 45,23    |
| 800 m                | Marcin Lewandowski (POL)                                                                         | 1:47,07    | Michael Rimmer (GBR)                                                                                 | 1:47,17  | Adam Kszczot (POL)                                                                                                   | 1:47,22  |
| 1500 m               | Arturo Casado (ESP)                                                                              | 3:42,74    | Carsten Schlangen (GER)                                                                              | 3:43,52  | Manuel Olmedo (ESP)                                                                                                  | 3:43,54  |
| 5000 m               | Mo Farah (GBR)                                                                                   | 13:31,18   | Jesús España (ESP)                                                                                   | 13:33,12 | Hayle Ibrahimov (AZE)                                                                                                | 13:34,15 |
| 10 000 m             | Mo Farah (GBR)                                                                                   | 28:24,99   | Chris Thompson (GBR)                                                                                 | 28:27,33 | Daniele Meucci (ITA)                                                                                                 | 28:27,33 |
| Maraton              | Viktor Röthlin (SUI)                                                                             | 2:15:31    | José Manuel Martínez (ESP)                                                                           | 2:17:50  | Dmitri Safronov (RUS)                                                                                                | 2:18:16  |
| 110 m garduri        | Andy Turner (GBR)                                                                                | 13,28      | Garfield Darien (FRA)                                                                                | 13,34    | Dániel Kiss (HUN) | 13,39    |
| 400 m garduri        | Dai Greene (GBR)                                                                                 | 48,12      | Rhys Williams (GBR)                                                                                  | 48,96    | Stanislav Melnykov (UKR)                                                                                             | 49,09    |
| 3000 m obstacole     | Mahiedine Mekhissi-Benabbad (FRA)                                                                | 8:07,87 RC | Bouabdellah Tahri (FRA)                                                                              | 8:09,28  | Ion Luchianov (MDA)                                                                                                  | 8:19,64  |
| 20 km marș           | Alex Schwazer (ITA)                                                                              | 1:20:38    | João Vieira (POR)                                                                                    | 1:20:49  | Robert Heffernan (IRL)                                                                                               | 1:21:00  |
| 50 km marș           | Yohann Diniz (FRA)                                                                               | 3:40:37    | Grzegorz Sudoł (POL)                                                                                 | 3:42:24  | Serghei Bakulin (RUS)                                                                                                | 3:43:26  |
| Ștafetă 4×100 m      | Franța Jimmy Vicaut Christophe Lemaitre Pierre-Alexis Pessonneaux Martial Mbandjock Imaad Hallay | 38,11      | Italia Roberto Donati Simone Collio Emanuele Di Gregorio Maurizio Checcucci                          | 38,17 RN | Germania Tobias Unger Marius Broening Alexander Kosenkow Martin Keller                                               | 38,44    |
| Ștafetă 4×400 m      | Rusia Maksim Dîldin Aleksei Aksionov Pahel Trenihin Vladimir Krasnov Serghei Petuhov*            | 3:02,14    | Regatul Unit Conrad Williams Michael Bingham Martyn Rooney Robert Tobin Graham Hedman* Richard Buck* | 3:02,25  | Belgia · Arnaud Destatte · Kévin Borlée · Cédric Van Branteghem · Jonathan Borlée · Antoine Gillet* · Nils Duerinck* | 3:02,60  |
| Săritura în înălțime | Aleksandr Șustov (RUS)                                                                           | 2,33       | Ivan Uhov (RUS)                                                                                      | 2,31     | Martyn Bernard (GBR)                                                                                                 | 2,29     |
| Săritura în lungime  | Christian Reif (GER)                                                                             | 8,47 RN    | Kafétien Gomis (FRA)                                                                                 | 8,24     | Chris Tomlinson (GBR)                                                                                                | 8,23     |
| Săritura cu prăjina  | Renaud Lavillenie (FRA)                                                                          | 5,85       | Maksîm Mazurîk (UKR)                                                                                 | 5,80     | Przemysław Czerwiński (POL)                                                                                          | 5,75     |
| Triplusalt           | Phillips Idowu (GBR)                                                                             | 17,81      | Marian Oprea (ROM)                                                                                   | 17,51    | Teddy Tamgho (FRA)                                                                                                   | 17,45    |
| Aruncarea greutății  | Tomasz Majewski (POL)                                                                            | 21,00      | Ralf Bartels (GER)                                                                                   | 20,93    | Māris Urtāns (LAT)                                                                                                   | 20,72    |
| Aruncarea discului   | Piotr Małachowski (POL)                                                                          | 68,87 RC   | Robert Harting (GER)                                                                                 | 68,47    | Róbert Fazekas (HUN)                                                                                                 | 66,43    |
| Aruncarea suliței    | Andreas Thorkildsen (NOR)                                                                        | 88,37      | Matthias de Zordo (GER)                                                                              | 87,81    | Tero Pitkämäki (FIN)                                                                                                 | 86,67    |
| Aruncarea ciocanului | Libor Charfreitag (SVK)                                                                          | 80,02      | Nicola Vizzoni (ITA)                                                                                 | 79,12    | Krisztián Pars (HUN)                                                                                                 | 79,06    |
| Decatlon             | Romain Barras (FRA)                                                                              | 8453       | Eelco Sintnicolaas (NED)                                                                             | 8436     | Andrei Krauceanka (BLR)                                                                                              | 8370     |

* Atletul a participat doar la calificări.

### Feminin
| Probă sportivă       | Aur                                                                                   | Aur        | Argint | Argint   | Bronz                                                                  | Bronz    |
| 100 m                | Verena Sailer (GER)                                                                   | 11,10      | Véronique Mang (FRA)                                                                                           | 11,11    | Myriam Soumaré (FRA)                                                   | 11,18    |
| 200 m                | Myriam Soumaré (FRA)                                                                  | 22,32      | Elizaveta Brîzhina (UKR)                                                                                       | 22,44    | Aleksandra Fedoriva (RUS)                                              | 22,44    |
| 400 m                | Ksenia Ustalova (RUS)                                                                 | 49,92      | Antonina Krivoșapka (RUS)                                                                                      | 50,10    | Libania Grenot (ITA)                                                   | 50,43    |
| 800 m                | Yvonne Hak (NED)                                                                      | 1:58,85    | Jenny Meadows (GBR)                                                                                            | 1:59,39  | Lucia Klocová (SVK)                                                    | 1:59,64  |
| 1500 m               | Nuria Fernández (ESP)                                                                 | 4:00,20    | Hind Dehiba (FRA)                                                                                              | 4:01,17  | Natalia Rodríguez (ESP)                                                | 4:01,30  |
| 5000 m               | Elvan Abeylegesse (TUR)                                                               | 14:54,44   | Sara Moreira (POR)                                                                                             | 14:54,71 | Jéssica Augusto (POR)                                                  | 14.58,47 |
| 10 000 m             | Elvan Abeylegesse (TUR)                                                               | 31:10,23   | Jéssica Augusto (POR)                                                                                          | 31:25,77 | Hilda Kibet (NED)                                                      | 31:36,90 |
| Maraton              | Anna Incerti (ITA)                                                                    | 2:32:48    | Teteana Filoniuk (UKR)                                                                                         | 2:33:57  | Isabellah Andersson (SWE)                                              | 2:34:43  |
| 100 m garduri        | Nevin Yanıt (TUR)                                                                     | 12,63 RN   | Derval O'Rourke (IRL)                                                                                          | 12,65 RN | Carolin Nytra (GER)                                                    | 12,68    |
| 400 m garduri        | Natalia Antiuh (RUS)                                                                  | 52,92 RC   | Vania Stambolova (BUL)                                                                                         | 53,82 RN | Perri Shakes-Drayton (GBR)                                             | 54,18    |
| 3000 m obstacole     | Iulia Zarudneva (RUS)                                                                 | 9:17,57 RC | Hatti Dean (GBR)                                                                                               | 9:30,19  | Wioletta Frankiewicz (POL)                                             | 9:34,13  |
| 20 km marș           | Anisia Kirdeapkina (RUS)                                                              | 1:28:55    | Vera Sokolova (RUS)                                                                                            | 1:29:32  | Melanie Seeger (GER)                                                   | 1:29:43  |
| Ștafetă 4×100 m      | Ucraina Olesia Povh Natalia Pohrebneak Maria Riemien Elizaveta Brîzhina Elena Cebanu* | 42,29      | Franța Myriam Soumaré Véronique Mang Lina Jacques-Sébastien Christine Arron Céline Distel-Bonnet* Nelly Banco* | 42,45    | Polonia Marika Popowicz Daria Korczyńska Marta Jeschke Weronika Wedler | 42,68 RN |
| Ștafetă 4×400 m      | Germania Janin Lindenberg Esther Cremer Fabienne Kohlmann Claudia Hoffmann            | 3:24,07    | Regatul Unit Nicola Sanders Marilyn Okoro Perri Shakes-Drayton Lee McConnell                                   | 3:24,32  | Italia Chiara Bazzoni Marta Milani Maria Enrica Spacca Libania Grenot  | 3:25,71  |
| Săritura în înălțime | Blanka Vlašić (CRO)                                                                   | 2,03 RC    | Emma Green (SWE)                                                                                               | 2,01     | Ariane Friedrich (GER)                                                 | 2,01     |
| Săritura în lungime  | Ineta Radēviča (LAT)                                                                  | 6,92 RN    | Naide Gomes (POR)                                                                                              | 6,92     | Olga Kucerenko (RUS)                                                   | 6,84     |
| Săritura cu prăjina  | Svetlana Feofanova (RUS)                                                              | 4,75       | Silke Spiegelburg (GER)                                                                                        | 4,65     | Lisa Ryzih (GER)                                                       | 4,65     |
| Triplusalt           | Olha Saladuha (UKR)                                                                   | 14,81      | Simona La Mantia (ITA)                                                                                         | 14,56    | Svetlana Bolshakova (BEL)                                              | 14,55 RN |
| Aruncarea greutății  | Anna Avdeeva (RUS)                                                                    | 19,39      | Ianina Pravalinskaia-Karolcîk (BLR)                                                                            | 19,29    | Olga Ivanova (RUS)                                                     | 19,02    |
| Aruncarea discului   | Sandra Perković (CRO)                                                                 | 64,67      | Nicoleta Grasu (ROM)                                                                                           | 63,48    | Joanna Wiśniewska (POL)                                                | 62,37    |
| Aruncarea suliței    | Linda Stahl (GER)                                                                     | 66,81      | Christina Obergföll (GER)                                                                                      | 65,58    | Barbora Špotáková (CZE)                                                | 65,36    |
| Aruncarea ciocanului | Betty Heidler (GER)                                                                   | 76,38      | Tatiana Lîsenko (RUS)                                                                                          | 75,65    | Anita Włodarczyk (POL)                                                 | 73,56    |
| Heptatlon            | Jessica Ennis (GBR)                                                                   | 6823 RC    | Natalia Dobrinska (UKR)                                                                                        | 6778     | Jennifer Oeser (GER)                                                   | 6683     |

* Atleta a participat doar la calificări.

## Clasament pe medalii
| Loc   | Țară              | Aur | Argint | Bronz | Total |
| ----- | ----------------- | --- | ------ | ----- | ----- |
| 1     | Franța            | 8   | 6      | 4     | 18    |
| 2     | Rusia             | 8   | 4      | 6     | 18    |
| 3     | Regatul Unit      | 6   | 10     | 4     | 20    |
| 4     | Germania          | 5   | 6      | 7     | 18    |
| 5     | Polonia           | 3   | 1      | 6     | 10    |
| 6     | Turcia            | 3   | 0      | 0     | 3     |
| 7     | Ucraina           | 2   | 4      | 1     | 7     |
| 8     | Italia            | 2   | 3      | 2     | 7     |
| 9     | Spania            | 2   | 2      | 1     | 5     |
| 10    | Croația           | 2   | 0      | 0     | 2     |
| 11    | Țările de Jos     | 1   | 1      | 1     | 3     |
| 12    | Belgia            | 1   | 0      | 2     | 3     |
| 13    | Letonia           | 1   | 0      | 1     | 2     |
| 13    | Slovacia          | 1   | 0      | 1     | 2     |
| 15    | Norvegia          | 1   | 0      | 0     | 1     |
| 15    | Elveția           | 1   | 0      | 0     | 1     |
| 17    | Portugalia        | 0   | 4      | 1     | 5     |
| 18    | România           | 0   | 2      | 0     | 2     |
| 19    | Belarus           | 0   | 1      | 1     | 2     |
| 19    | Irlanda           | 0   | 1      | 1     | 2     |
| 19    | Suedia            | 0   | 1      | 1     | 2     |
| 22    | Bulgaria          | 0   | 1      | 0     | 1     |
| 23    | Ungaria           | 0   | 0      | 3     | 3     |
| 24    | Azerbaidjan       | 0   | 0      | 1     | 1     |
| 24    | Cehia             | 0   | 0      | 1     | 1     |
| 24    | Finlanda          | 0   | 0      | 1     | 1     |
| 24    | Republica Moldova | 0   | 0      | 1     | 1     |
| Total | Total             | 47  | 47     | 47    | 141   |

## Participarea României la campionat
32 de atleți au reprezentat România.
- Marian Oprea – triplusalt - locul 2
- Nicoleta Grasu – disc - locul 2
- Bianca Perie – ciocan - locul 4
- Angela Moroșanu – 400 m garduri - locul 5 – 4x400 m - locul 6
- Adelina Gavrilă – triplusalt - locul 5
- Anamaria Ioniță – 4x400 m - locul 6
- Bianca Răzor – 4x400 m - locul 6
- Mirela Lavric – 4x400 m - locul 6
- Ancuța Bobocel – 3000 m obstacole - locul 7
- Sergiu Ursu – disc - locul 8
- Lidia Șimon – maraton - locul 9
- Cristian Vorovenci – 800 m - locul 10
- Roxana Bârcă – 5000 m - locul 13
- Carmen Toma – triplusalt - locul 13
- Silviu Casandra – 20 km marș - locul 13
- Maria Negoiță – suliță - locul 17
- Attila Nagy – 400 m garduri - locul 16, 4x400 m - locul 16
- Cătălin Cîmpeanu – 400 m - locul 19, 4x400 m - locul 16
- Adrian Drăgan – 4x400 m - locul 16
- Iulian Geambazu – 4x400 m - locul 16
- Andreea Ogrăzeanu – 100 m - locul 26, 200 m - locul 17
- Mihai Donisan – înălțime - locul 17
- Felicia Țilea – suliță - locul 17
- Cornelia Deiac – lungime - locul 19
- Alina Popescu – triplusalt - locul 19
- Marius Ionescu – 800 m - locul 21
- Georgiana Zărcan – înălțime - locul 22
- Viorica Țigău – lungime - locul 23
- Alexandru Mihăilescu – 100 m garduri - locul 24
- Mihai Grasu – disc - locul 26
- Liliana Bărbulescu – 1500 m - NT
- Daniela Cârlan – maraton - NT

## Participarea Republicii Moldova la campionat
Șase  atleți au reprezentat Republica Moldova.
- Ion Luchianov – 3000 m obstacole - locul 3
- Marina Marghieva – ciocan - locul 5
- Oxana Juravel – 3000 m obstacole - locul 10
- Vladimir Letnicov – triplusalt - locul 12
- Olga Cristea – 800 m - DS[2]
- Zalina Marghieva – ciocan - DS[3][4][5]